# Bartha Lajos (csillagászattörténész)
Bartha Lajos, a kilencvenes évekig többnyire ifj. Bartha Lajos (Budapest, 1933. november 29. – 2025. május 23.) csillagászattörténész, könyvtáros.
A sci-fi irodalom kedvelői tudományos fantasztikus regényekhez írt csillagászati, csillagászat történeti bevezetői, utószói, kommentárjai szerzőjeként is találkozhattak nevével.

## Élete
Gyermekkorában csatlakozott az amatőrcsillagász-mozgalomhoz. A TIT gellérthegyi Uránia Csillagvizsgálójának bemutatóit, előadásait látogatta. Az 1950-es évek eleje óta foglalkozott csillagászattörténettel és a területhez kapcsolódó térképészeti, sőt néprajzi vonatkozásokkal, illetve csillagászati műszerek technikatörténeti vonatkozásaival is.
1953-tól a Meteorológiai Intézetben kezdett dolgozni. Itt dr. Berkes Zoltán az Intézet feladatkörén túl napmegfigyeléseket is végzett. A naptevékenység és a meteorológiai jelenségek közötti esetleges kimutatható kapcsolatot kutatta.
1954-ben jelent meg első cikke a tűzgömbjelenségről az Esti Budapest (ma: Esti Hírlap) hasábjain, s azóta több mint 1500 népszerűsítő cikke jelent meg különféle folyóiratokban, magazinokban, szaklapokban, kiadványokban (A csillagos éɡ, Föld és Ég, Delta, Meteor, ...).
Bartha Lajos 1963-ban a TIT Csillagászat Baráti Köre (CSBK) alapító tagja, titkára (1964–1968) és vezetőségi tagja (1968–1976) volt. 1971 elején az ő szervezésében indult útjára a Meteor, a Magyar Csillagászati Egyesület havi folyóirata.
Szakirányú konferenciák szervezője és előadója volt.

## Könyvei
- Ifj. Bartha Lajos: Séta a csillagos égen, Móra Ferenc Ifjúsági Könyvkiadó, Budapest, 1960
- Ambrózy Andrásné – Ifj. Bartha Lajos – Dr. Faragó Mihály – ... : Korunk technikája, Gondolat Kiadó, Budapest, 1964
- Balázs Béla – Marik Miklós – Ifj. Bartha Lajos – Dezső Lóránt: A távcső világa, Gondolat Könyvkiadó, Budapest, 1975: ISBN 963-280-133-4, 1980: ISBN 963-280-817-7
- dr. Balázs Béla–ifj. Bartha Lajos–dr. Marik Miklós: Csillagászattörténet – Életrajzi lexikon (A-Z), TIT, 1982
- Konkoly Thege Miklós emlékezete (1842–1916), szerkesztők: Bartha Lajos, Tepliczky István, Magyar Csillagászati Egyesület, Budapest, 1991, 1992
- Hordozható napórák, Szerkesztő: Bartha Lajos, fotózta: Sebők György, Iparművészeti Múzeum, Budapest, 1995 (kétnyelvű, angol és magyar)
- Fényi Gyula emlékezete, 1845–1927; Magyar Csillagászati Egyesület, Budapest, 1995 (A Magyar Csillagászati Egyesület Csillagászattörténeti Szakcsoportja közleményei)
- Bartha Lajos–Mizser Attila–Csaba György Gábor: Kulin György munkássága és a magyarországi amatőrcsillagász mozgalom; Magyar Csillagászati Egyesület, Budapest, 1996
- Magyarországi csillagászok életrajzi lexikonja; összeáll. Bartha Lajos, Könnyű József, Pischné Könnyű Edina; Magyar Csillagászati Egyesület, Budapest, 2000
- Kövesligethy Radó emlékezete: két tudomány-terület magyar úttörője; Gothard Amatőrcsillagászati Egyesület, Szombathely, 2005 (Egyesületi füzetek. Gothard Amatőrcsillagászati Egyesület)
- Hell Miksa és Sajnovics János bibliográfiája; bev. Bartha Lajos; Érc- és Ásványbányászati Múzeum Alapítvány, Rudabánya, 2008
- A csillagképek – története és látnivalói; Geobook, Szentendre, 2010 ISBN 9789638783578
- Bartha Lajos–Péntek Kálmán–Sragner Márta: Kövesligethy Radó, a csillagász és geofizikus. Emlékkötet; GAE, Szombathely, 2019
- A magyar nép csillaghagyománya. Égitestek a népi természetismeretben és a hiedelmekben; szerk. Vizi Péter; Geobook, Szentendre, 2024

## Néhány interneten fellelhető írása
- Ki készítette az első távcsövet? (2002)
- A csillagos ég képeskönyve
- Hell Miksa és Sajnovics János – Két barokk tudós portréja. Bevezető Hadobás Sándor Hell Miksa és Sajnovics János bibliográfiája című kötetéhez
- Két tudomány-terület magyar úttörője: Kövesligethy Radó emlékezete
- Herman Ottó csillagai

Visontay György (szerkesztő) Ponticulus Hungaricus című gyűjteményében:
- A csillagok közt bolyongó juhász
- Csillagászat a történelemtudományban
- Csillag-csodák: Vénusz a nappali égen
- Merre szállnak a „magyar Darvak”?
- Egy kis nyelvtörténeti csevegés avagy: hová néznek a „húgybanézők”?
- Égi jelenségek egy 17. századi látképen
- A Halley-hozta író: Mark Twain
- Hányan vannak a „Három kaszások”?
- Janus Pannonius két csillagászati verse
- Jókai csillagászata
- Kire lő a „lövőcsillag”?
- Kossuth és a természettudományok
- Magyar csillagász-életrajzok
- Reneszánsz csillagászati műszerek Magyarországon
- Sajnovics János – egy matematikus megalapozta az összehasonlító nyelvészetet
- Sosem volt csillagképek
- Tudósportrék festője: Edvi Illés Ödön
- „A tudós macskája”

## Interneten elérhető előadásai
- Négyszáz éves a távcső (előadása a Polaris Csillagvizsgálóban, 2008. december 2.)
- A Galilei-per és a Galilei-ügy (2009. október 20.)
- A távcsövek őskora és hőskora (2010. március 23.)
- Különös észlelések, rejtélyes megfigyelések (2010. augusztus 17.)
- Mikor volt/lesz világvége? (2012. december 11.)

## Portréfilm
- Beszélgetés Bartha Lajossal – Kormos Jarmila, Erzsébetváros felett az ég, 09.

## Díjak
- 1963 – Zerinváry Szilárd-emlékérem
- 2003 – Kulin György-emlékérem